# Mediterranismo

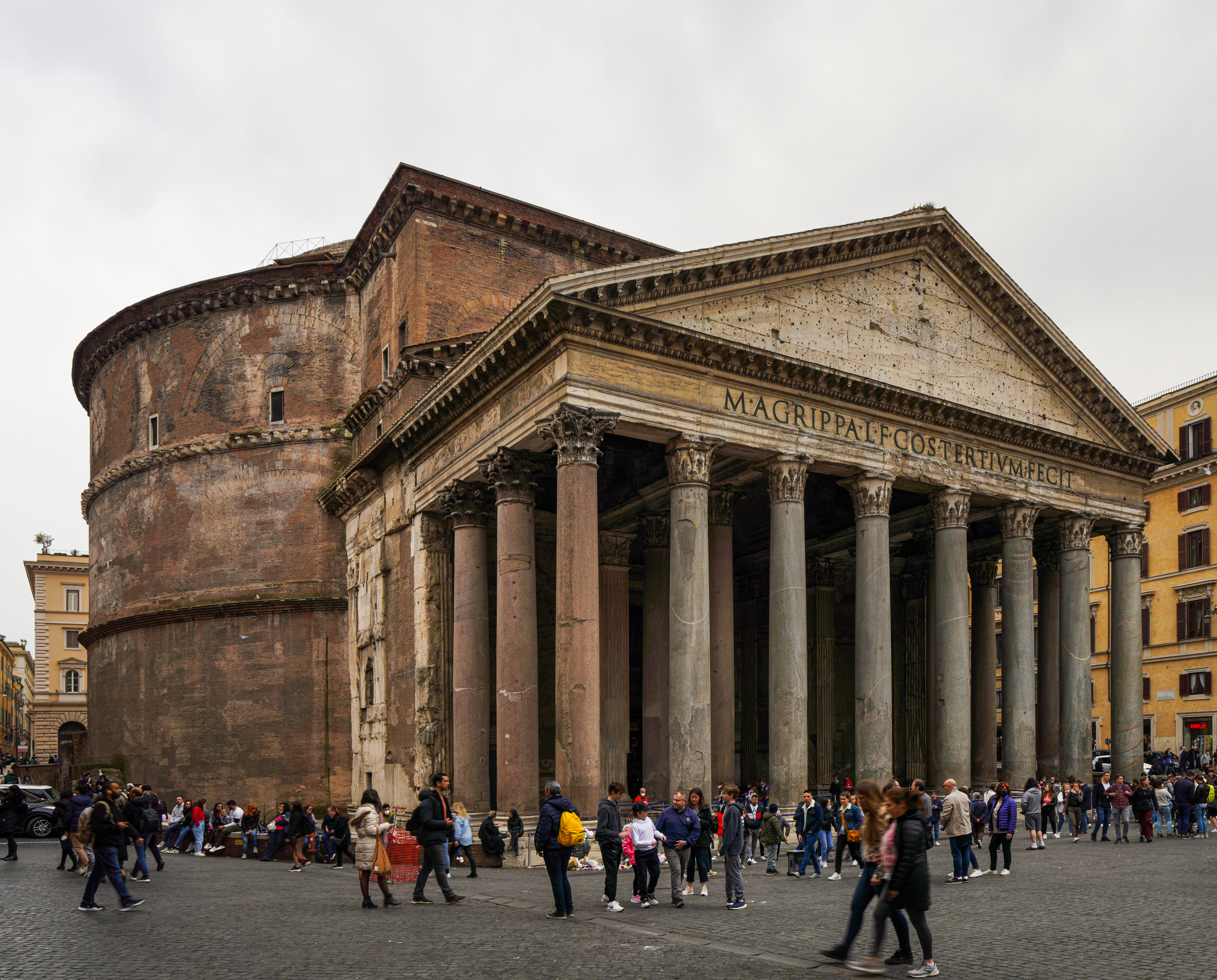
O Panteão, sobrevivente da arquitetura do Império Romano e símbolo de sua civilização.

Mediterranismo é uma ideologia que afirma que há características distintas que as culturas mediterrâneas possuem em comum.
Giuseppe Sergi afirmou que o raça mediterrânia (latinos, árabes, gregos, iranianos, amazigh etc) foi "a maior raça...derivada nem do negro, nem branco...uma característica autônoma na família humana" O fascismo italiano inicialmente aderiu fortemente a uma versão semelhante do mediterranismo que alegava a existência de um vínculo entre todas as culturas e povos mediterrâneos. recorrentemente colocando estes povos e culturas acima de outros. Esta forma de mediterranismo estava em nítido contrate ao então popular nordicismo, teoria racial comum no nordeste, norte europeu e Europa Central, que categorizada os povos mediterrâneos e do sul da Europa como inferiores aos povos nórdicos.